# Herman Steins
Pour les articles homonymes, voir Steins.
 (janvier 2023).
Si vous disposez d'ouvrages ou d'articles de référence ou si vous connaissez des sites web de qualité traitant du thème abordé ici, merci de compléter l'article en donnant les références utiles à sa vérifiabilité et en les liant à la section « Notes et références ».
Herman Steins, né en 1955 à Haaksbergen aux Pays-Bas, est un graveur et peintre néerlandais, installé à Paris. Il est cofondateur, avec Augusto Foldi et Fabien Hommet, du groupe international d'artistes >>LOCALITA<<.
Il commença sa formation à l'école des beaux-arts A.B.K. MINERVA de Groningue, Pays-Bas, avant d'intégrer une spécialisation en gravure à l'ENSBA de Paris, où il vit et travaille depuis 1980. Depuis 2000, il est conseiller technique auprès du Centre national de l'estampe et de l'art imprimé (CNEAI) de Chatou. Depuis 2001, il enseigne la gravure à l'École supérieure d'arts de Rueil-Malmaison.

## Œuvre
Les thèmes principaux d'Herman Steins sont l'association, l'appropriation et l'espace temps. Il fait partie des artistes multidisciplinaires : dessin, gravure, peinture à l'huile et encaustique, photographie argentique et numérique, installation…
Après de longue série de paysages se rapportant à son village natal (« association » avec le « pays noir »), il s'est fait depuis 1989 une spécialisation en linogravure monumentale sur fausse fourrure. Ce matériau apporte des qualités associatives et optiques aux images et textes qu'il s'est appropriés, support qui pour beaucoup, dégoûte et donne en même temps envie de le caresser.
Les sujets sont très variables et vont des associations sémantiques aux contes de fées.
De 1993 à 1995, il utilise des linogravures, de petit format, pour sa participation aux actions de LOCALITA en France, en Grande-Bretagne, aux Pays-Bas, en Belgique et en Allemagne.
En 1999, il réalise des tirages d'une très grande envergure (série « lieu de mémoire »), 120 × 500 cm, au Centre national de l'estampe et de l'art imprimé de Chatou.
Autour de 1998, il effectue ses premiers essais de gravure à l'acide sur des miroirs. En 2005, il coédite avec le CNEAI un bloc texte adhésif, en vinyle miroitant prêt à poser, réalisé d'après une étude gravée en miroir en 1998, avec le texte : 
I LOVE TO
MAKE ART
I HATE TO
CREATE
A PUBLIC
À partir de 2002, postérieurement à la photographie argentique, il continue les mêmes sujets en photographie numérique au moyen d'une silhouette d'avion ou de maison placée dans des paysages internationaux (« appropriation »). Première édition de deux coffrets de 9 tirages avec l'Atelier Franck Bordas en 2002 : « PLANE (EAST) » et « PLANE (WEST) ». Des petits livres d'artiste suivront, « PlaNE », « plane A/R », « security » et « ZAGREB-PlaNE », édités par l'artiste lui-même.
En 2003 et 2004, sortent deux livres d'artiste sur des chaises par Herman Steins, avec principalement des chaises monobloc en plastique, « GREEK CHAIRS » et « TURKISH CHAIRS ». Les chaises en plastique ont toujours attiré son attention par leur aspect simple, efficace, relativement robuste et surtout bon-marché, l'invention la plus démocratique et internationale de notre époque. Par contre, en 2004, quand il est invité pour réaliser une installation dans les jardins du Luxembourg à Paris, il s'est  vu opposer un refus d'utiliser des chaises en plastique, peur d'abîmer l'image du parc. À la suite de ce désaccord, il s'est replié sur une intervention en utilisant des miroirs pour réaliser son installation « lévitation » (« espace temps ») pour rester dans le thème « l'invitation au voyage ». Il continue d'autres installations et autres technique à base de la chaise monobloc.
Dans une installation/exposition à l'Espace Accattone de Paris en 2006, « have a seat », il présente 33 grand tirages uniques en linogravure et pointe sèche, imprimés sur des supports allant du papier classique à la fausse fourrure ou aux nappes en plastique représentant l'image tramée d'une chaise plastique monobloc. Ici Herman Steins est plus peintre (image unique) que graveur (image multiple) et utilise la presse de gravure plus pour peindre sur des supports variés que pour assurer une édition de tirages multiples égaux. La frontière, séparation stricte entre gravure et peinture, est ainsi brisée.

## Sélection d'expositions

### Expositions personnelles
- 2006 : « have a seat », Espace Accattone, Paris
- 2004 : « PLaNE », Espace Albert Chanot, Clamart, France
- 2001 : « places, where I was built », CNEAI, Chatou, France
- 2001 : « once upon a time », Galerie Martine et Thibault de La Châtre, Paris
- 2000 : « appropriations », Galerie du Bellay, Mont-Saint-Aignan, France
- 1998 : Royal Netherlands Embassy, Londres, Grande-Bretagne
- 1997 : Galerie Velge et Noirhomme, Bruxelles, Belgique
- 1997 : Galerie Biever-Risch, Luxembourg, Luxembourg
- 1995 : De Kunstzaal, Hengelo, Pays-Bas
- 1994 : « lieux de mémoires », Galerie Nikki Diana Marquardt, Paris
- 1993 : Gallery C and A, New York, New York
- 1992 : Fondation Juliana, Cité universitaire, Paris
- 1992 : « MOI », Exit Art, Cologne, Allemagne
- 1989 : Gallery C and A, New York, New York

### Expositions collectives
- 2005 : Turpitudes, Jardin de Balzac, Paris
- 2004 : L'invitation au voyage, Artsénat 5, Jardin du Luxembourg, Paris
- 2004 : Sous le ciel de Paris, Galerie Klovicévi Dvori, Zagreb, Croatie
- 2003 : Sous le ciel de Paris, Galerie de Buytensael, Arnhem, Pays-Bas
- 2002 : Atelier Franck Bordas, FIAC 2002, Paris
- 2001 : Troisième Biennale de la Gravure d'Île-de-France, Versailles, France
- 1996 : Photopeintries, Casino Luxembourg, Luxembourg, Luxembourg
- 1995 : Rétrospective >>LOCALITA<<, Atelier Mémoire, Issy-les-Moulineaux,France
- 1994 : Actions >>LOCALITA<< à travers la Grande-Bretagne, l'Allemagne et la FIAC à Paris
- 1993 : Actions >>LOCALITA<< à travers Paris, les Pays-Bas et la Belgique
- 1992 : Enrichissements du Cabinet des Estampes '78-'88, Bibliothèque nationale de France, Paris
- 1991 : Staatsportrait, Galerie Inge Baecker, Cologne, Allemagne
- 1990 : Galerie Inge Baecker, Artcologne, Cologne, Allemagne
- 1988 : The Drawing Center, New York, New York
- 1988 : Galerie Moteki, Tokyo, Japon
- 1988 : Galerie Seijo, Sendaï, Japon